# Montaña Yuntai
La montaña Yuntai (en chino simplificado, 云台山; pinyin, Yúntāi Shān) es una montaña de China, localizada en el condado de Xiuwu, de la ciudad-prefectura de Jiaozuo, en la provincia de Henan. El área pintoresca (o escénica) Geo Parque Yuntai está clasificada como un área escénica AAAAA por la Administración de Turismo Nacional de China (China National Tourism Administration).

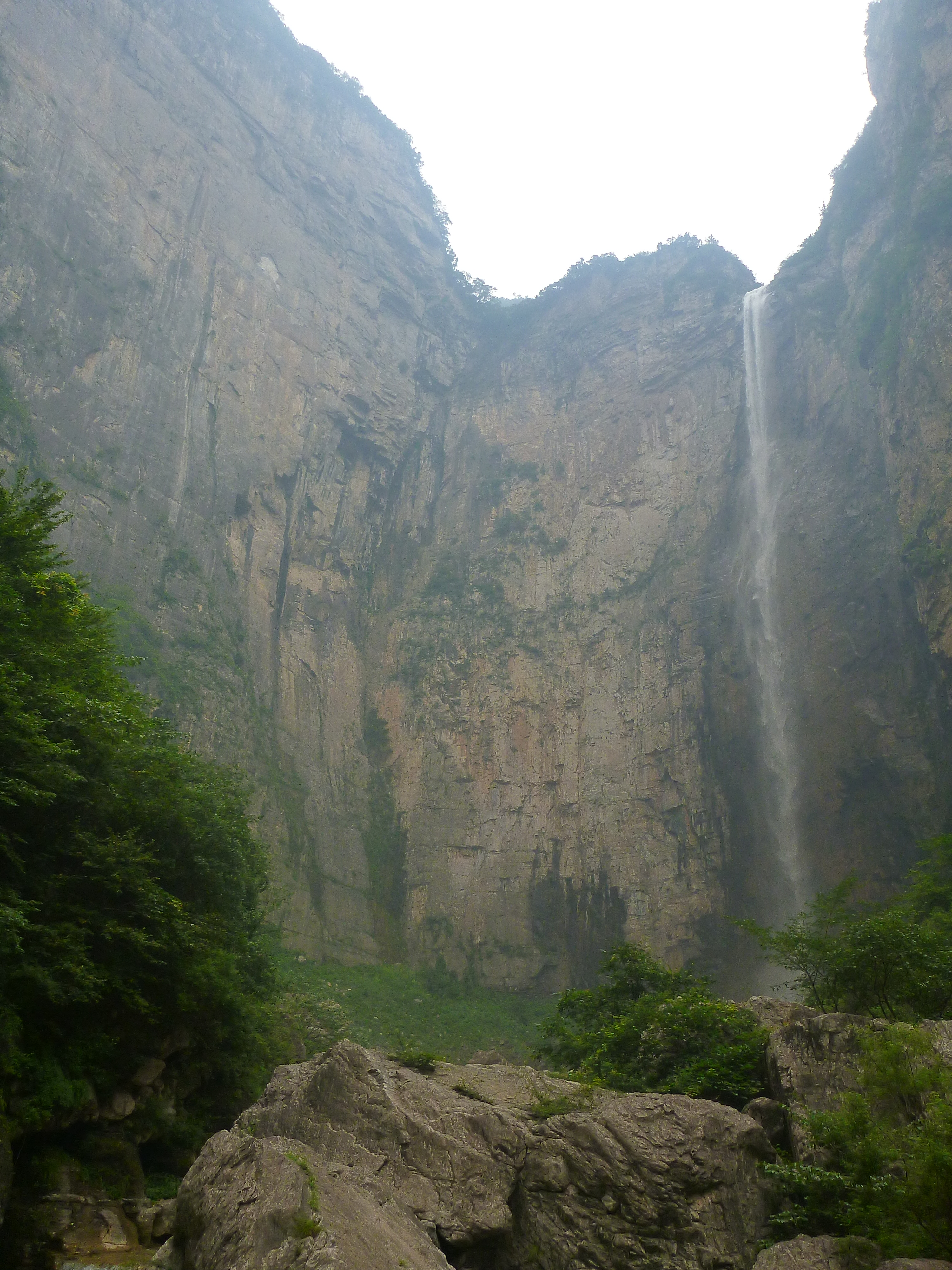
La cascada artificial Yuntai tiene 314 m de altura

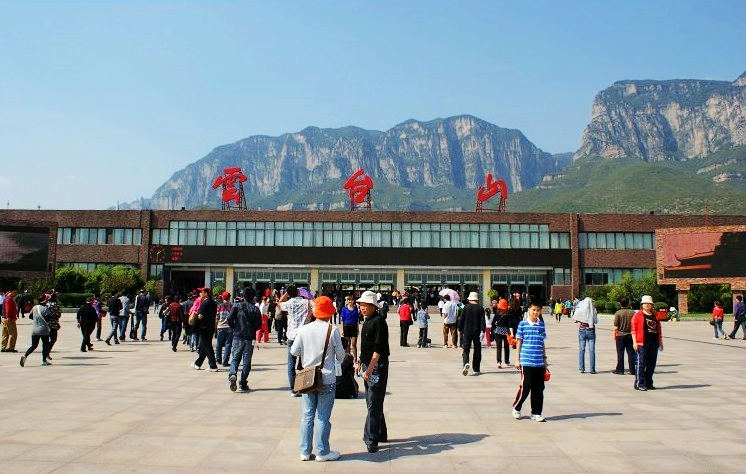
Pabellón de entrada y de servicios del parque

Dentro del parque Yuntai Geo, la cascada de Yuntai, con una caída de 314 metros, se reivindica como la cascada más alta en China.

## Galería de imágenes

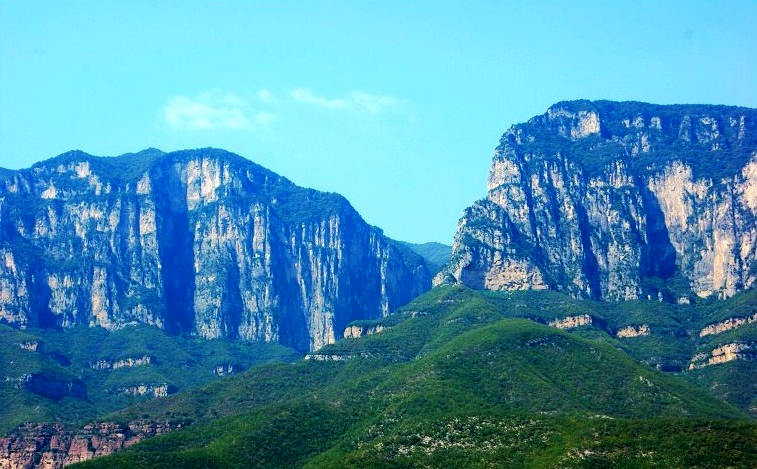
Montañas Yuntaishan
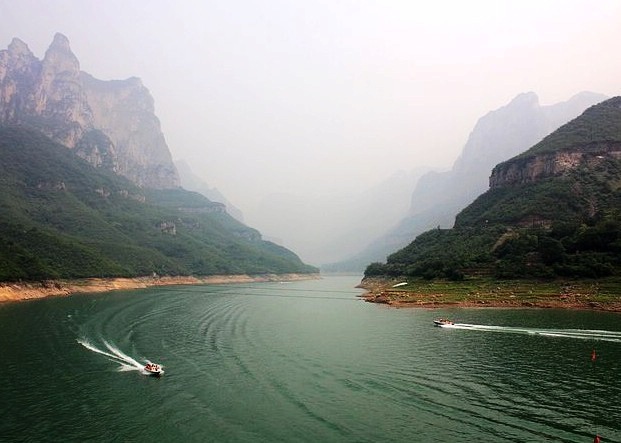
Lago Ovario
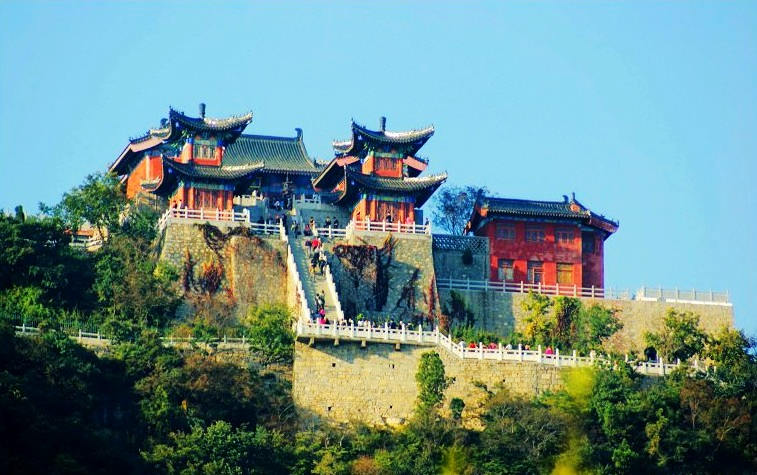
Construcción en la cima de la montaña

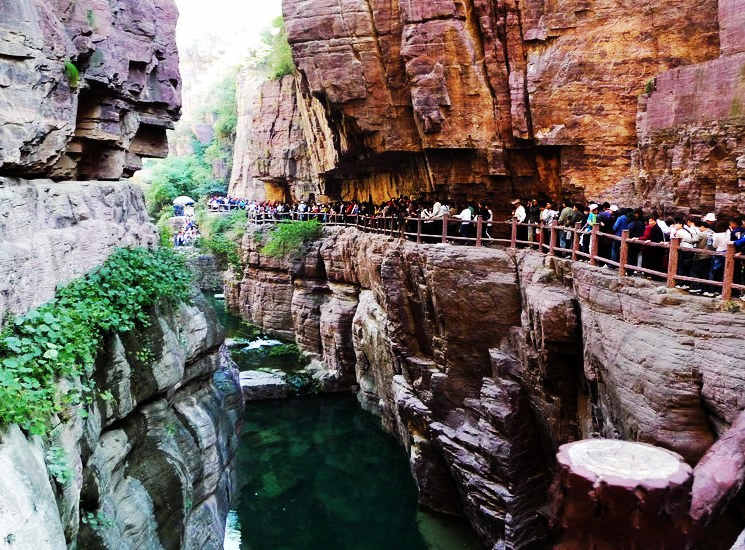
Hong Danxia
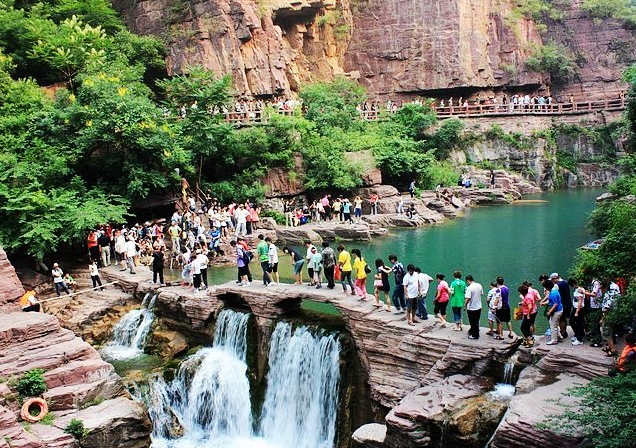
Camino de acceso a la montaña
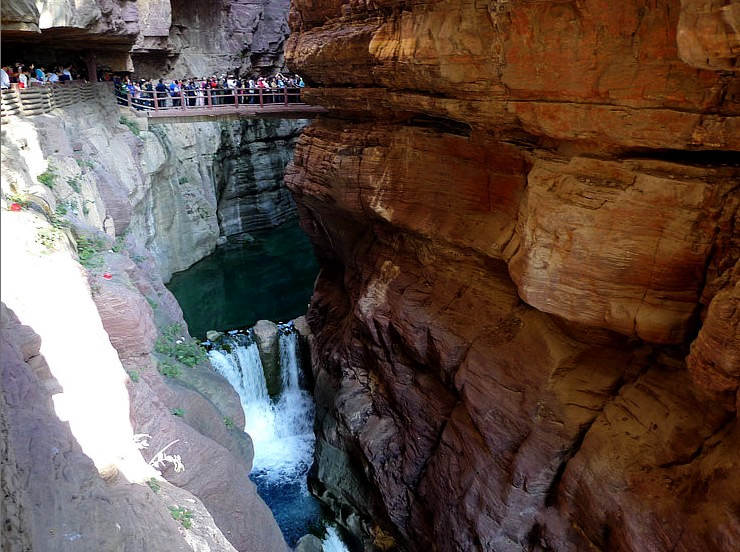
Camino de acceso a la montaña
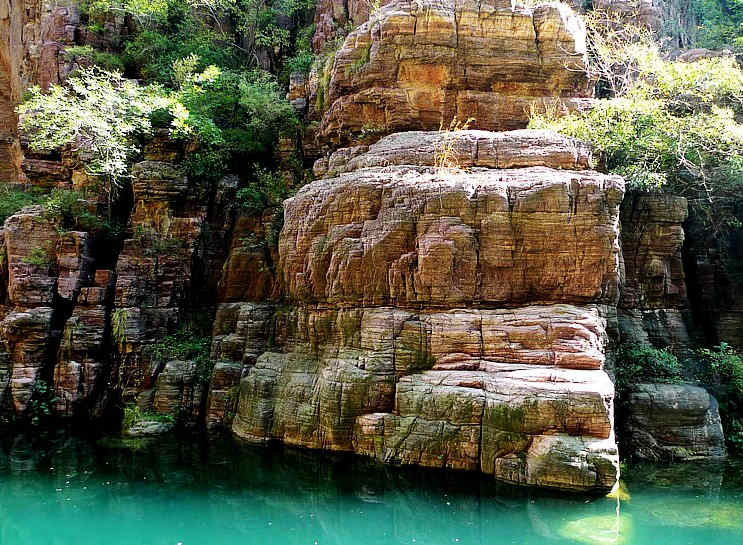